# Крысобой
Крысобой («крысиный волк», «крысоед», «крысиный лев») — крыса-каннибал, натренированная специально для охоты на других крыс. Реальность существования таких особей научными источниками не подтверждена и не опровергнута, однако это понятие стало устойчивой городской легендой. Крысобой неоднократно упоминается в художественной литературе и в прессе в качестве иносказания.

## Описание
В различных источниках (как правило, художественных) упоминается следующий способ борьбы с крысами: десяток крыс закрывали в ящике и не кормили.
Через некоторое время оставалась одна, самая сильная и злобная крыса, которая выживала, съев всех остальных. Она значительно увеличивалась в размерах за счёт её диеты и могла питаться только другими крысами, никакой другой пищи она не воспринимала. Это и был «крысобой».
Крысобои сдавались в аренду за деньги — в том числе на корабли во время их стоянки в портах. Запущенный на корабль любых размеров, крысобой зачищал его от крыс в течение недели-двух. Ещё между «крысиными волками» устраивали схватки (бои на выживание).
Согласно другим сведениям, сразу после выпуска на свободу крысобой бывает тут же опознан другими крысами. Его распознают по запаху как опасного. И потому он подвергается атаке многих (до нескольких десятков) обычных крыс, которые тут же убивают крысу-охотника.

## В культуре
- В фильме «007: Координаты „Скайфолл“» кибертеррорист Рауль Сильва (он же бывший агент MI6 Тьяго Родригес), обращаясь к Джеймсу Бонду, сравнивает их обоих с крысобоями, выжившими в бочке с крысами.
- В романе «Мастер и Маргарита» один из второстепенных персонажей — центурион Марк Крысобой, старый боевой соратник и охранник Понтия Пилата, покалеченный когда-то в битве с германцами.
- В романе «Дата Туташхиа» один из эпизодических героев разводит крысобоев на продажу[4]; поведение героев в рамках одного из сюжетов книги позволяет проследить аналогию между поведением людей и крыс.
- В сказке В. Д. Фёдорова «Обыкновенные волшебные часы» одним из героев является «крысиный волк» по имени Хорх[значимость факта?].
- В романе О. Громыко «Год крысы. Видунья» торговец на рынке пытается продать главным героям «крысиного волка». Наивная Рыска оказывается заинтересована, опытный и циничный Альк замечает, что ничто не мешает торговцу наловить обычных крыс и продавать каждую под видом «волка».
- В романе «Кот из параллельного мира» писателя Луис Шульга, в безуспешных попытках справиться с засильем крыс на борту корабля, команда принимает решение выращивать «крысиного волка».